# وسله تیتا
وسله تیتا (انگلیسی: Vasile Tiță؛ ۲۱ فوریهٔ ۱۹۲۸ – ۲۴ ژوئن ۲۰۱۳) ورزشکار بوکس اهل رومانی بود.
وی در مسابقات کشوری و بین‌المللی در مجموع برندهٔ ۷ مدال طلا، ۲ مدال نقره شده‌است.